# 14 Pułk Ochrony
14 Mazurski Pułk, 14 Mazurska Brygada Zmotoryzowana – związek taktyczny Wojsk Obrony Wewnętrznej Wojska Polskiego.

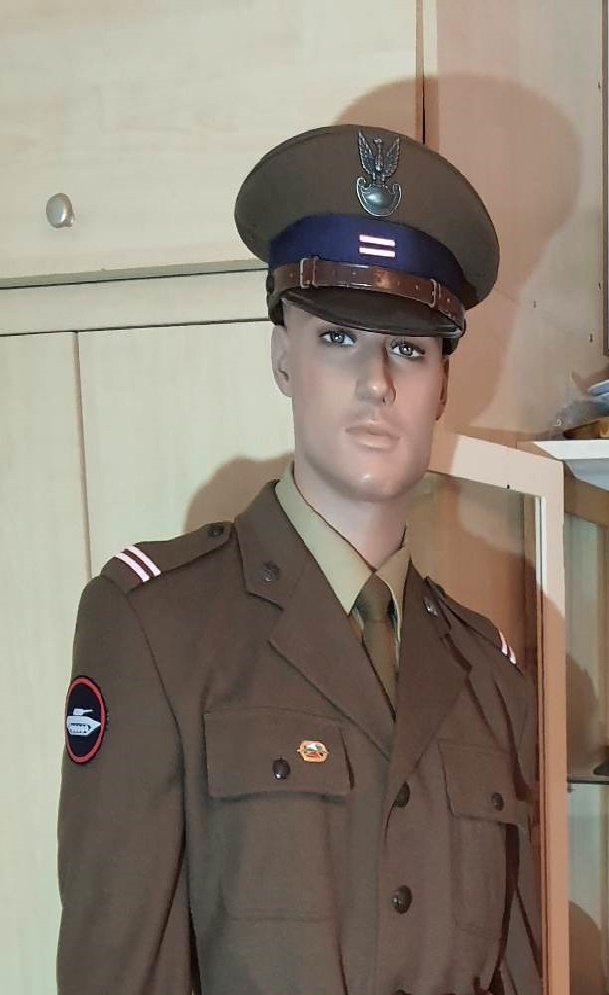
Mundur żołnierzy służby zasadniczej 14 Brygady Zmotoryzowanej (1965–1992), replika

## Historia
Jednostka powstała na bazie Mazurskiej Jednostki KBW przekazanej do MON i przemianowanej w 1966 r. na 14 Mazurski Pułk WOWewn. im. gen. dyw. Bolesława Kieniewicza.
Od 1 stycznia 1977 r. 14 Mazurski Pułk WOWewn. został przemianowany na 14 Mazurską Brygadę Zmotoryzowaną WOWewn i  podporządkowany dowództwu Warszawskiego Okręgu Wojskowego. Po rozwiązaniu WOWewn w 1989 r. jednostka  została zreorganizowana i w 1992 r. podporządkowana dowódcy Nadwiślańskich Jednostek Wojskowych ze zmienioną nazwą na 14 Pułk Ochrony.
10 czerwca 1995 r. Pułk otrzymał sztandar ufundowany przez społeczeństwo Warmii i Mazur. Decyzją Ministra Spraw Wewnętrznych dzień ten został ustalony jako Dzień Święta Pułku. 
Na podstawie Ustawy z dnia 22 grudnia 1999 r. (Dz.U nr 2 z 2000 r., poz. 6) w 2001 r. Pułk rozformowano.

## Zadania
W czasie funkcjonowania w składzie WOWewn, i podporządkowania dowództwu Warszawskiego Okręgu Wojskowego zadaniem jednostki była ochrona obiektów rządowych w czasie wojny i innych zagrożeń, oraz pomoc organom MSW w okresie zagrożenia bezpieczeństwa państwa i wojny oraz udział w zwalczaniu desantów powietrznych i ugrupowań dywersyjnych. W trakcie wydarzeń grudniowych na Wybrzeżu 1970 r. jeden batalion 14 Mazurskiego Pułku Wojsk Obrony Wewnętrznej został przegrupowany z Olsztyna do Gdańska,  utworzono z niego odwód w sile 220 żołnierzy. Żołnierze jednostki pracowali m.in. przy budowie trasy szybkiego ruchu Warszawa-Katowice oraz Linii Hutniczo-Siarkowej (LHS).
Po podporządkowaniu jednostki dowódcy Nadwiślańskich Jednostek Wojskowych pełniła zadania ochrony obiektów rządowych i MSW, przydzielone tej formacji.

## Dowódcy
- mjr dypl. Adam Kucharski[12]
- mjr dypl. Leszek Posłuszny[12]
- płk/ gen bryg. Edward Wejner (1976–1978)
- płk mgr inż. Tadeusz Łopato[12]